# Nambsheim
Nambsheim é uma comuna francesa na região administrativa de Grande Leste, no departamento Alto Reno. Estende-se por uma área de 10,15 km². Em 2010 a comuna tinha 590 habitantes (densidade: 58,1 hab./km²).